# 質志鍾乳洞

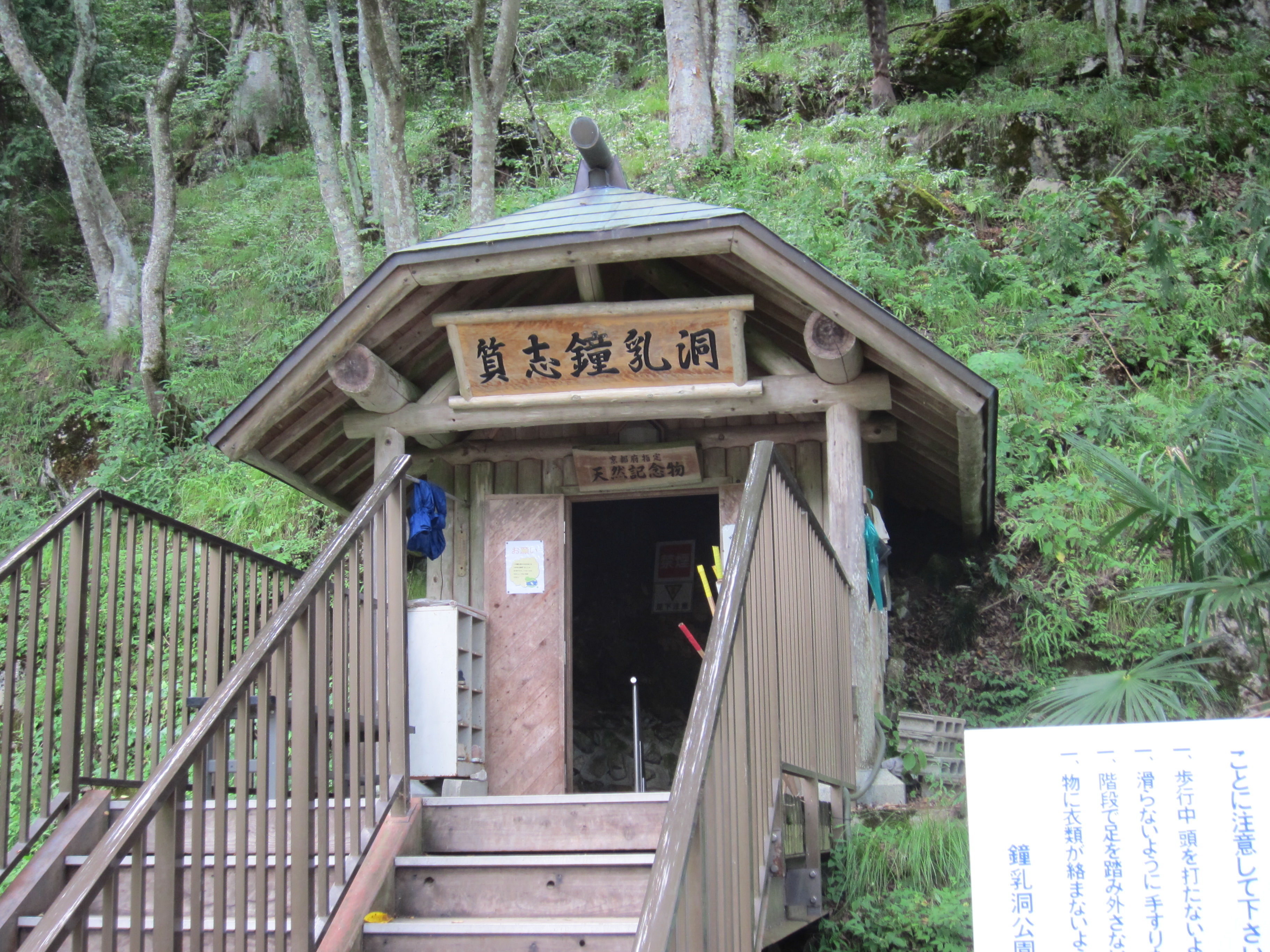
入洞口

質志鍾乳洞（しづし しょうにゅうどう）は、京都府船井郡京丹波町質志（しづし）にある鍾乳洞。京都府唯一の鍾乳洞である。京都府の指定天然記念物に指定されている。京都の自然200選のひとつ。

## 概要
質志鍾乳洞は、1927年（昭和2年）に発見された、総延長約120m、高低差約25mの洞穴。
高屋川最上流部の標高約400mの玄武岩溶岩中にはさまれた石灰岩に位置しており、小規模なカルスト地形を成している。ここ質志一帯は丹波層群に分類され、前期ペルム紀のフズリナやコノドントの化石が発見されている。
また、鍾乳洞内の平均気温は低く、夏場でも20度以下を保ち、クールスポットとして人気を集めている。夏場で半袖半ズボンを着て入ると、寒く感じるほどである。

## 質志鍾乳洞公園
周辺は質志鍾乳洞公園として整備されており、公園内では、キャンプやハイキング散策、バーベキューなどができるようになっている。
施設
- コテージ - 2棟
- キャンプ場 - 10区画
- 管理棟
  - 売店
  - トイレ
  - 自動販売機
  - 温水シャワー
- グラウンド
- バーベキュー場

## 施設
- 時間：9:00 - 17:00
  - 12月と3月は、土日祝日のみ開園
  - 1月と2月は休園
- 入場料：大人520円、中学生以下300円、3歳未満無料

鍾乳洞は公園内にあるため、入場料を払う必要がある。

## 交通アクセス
- 駐車場有り（無料、50台）
  - 京都縦貫自動車道 京丹波みずほIC から国道173号を舞鶴方面へ約5分
- JR山陰本線 園部駅からJRバスで桧山へ。さらに京丹波町営バス猪鼻戸津川線で約20分